# Israëlisch-Palestijns vredesproces

Symbool van Israëlisch-Palestijnse handdruk.

Het Israëlisch-Palestijns vredesproces beoogt het Israëlisch-Palestijnse conflict op te lossen door middel van een vredesproces. Sinds de jaren 1970 werden door verschillende partijen regelmatig discussies gevoerd en voorstellen gedaan in een poging om het conflict te beëindigen.
Ondanks het tot dusver mislukken van het vredesproces om tot een akkoord te komen, steunt de internationale consensus sedert de Oslo-akkoorden van 1993-1995 een tweestatenoplossing voor het conflict, gebaseerd op de resolutie 242 en resolutie 338 van de Veiligheidsraad van de Verenigde Naties, die de oprichting voorzien van een onafhankelijke Palestijnse staat volgens de grenzen van de Groene Lijn (vóór 1967), met inbegrip van Oost-Jeruzalem, en een rechtvaardige oplossing voor het vluchtelingenprobleem op basis van het Palestijnse recht op terugkeer, in overeenstemming met de Resolutie 194 van de Algemene Vergadering van de Verenigde Naties. Dit in tegenstelling tot de huidige situatie onder de afspraken in de Oslo-akkoorden, waarin de Palestijnse gebieden gefragmenteerd zijn onder Israëlische militaire controle, en de Palestijnse Autoriteit slechts gedeeltelijk zelfbestuur heeft op de Westelijke Jordaanoever en – tot 2007 – in de Gazastrook. Een definitieve regeling zoals bepaald in de Oslo-akkoorden moet nog worden bereikt.

## Belangrijkste geschilpunten tussen de twee partijen
Er zijn tal van kwesties die moeten worden opgelost voordat een duurzame vrede kan worden bereikt, waaronder de volgende:
- De bezetting van de Westelijke Jordaanoever en de Gazastrook.
- Grenzen en verdeling van het land, met inbegrip van de Israëlische nederzettingen op de Westelijke Jordaanoever.
- De status van Jeruzalem, in het bijzonder de Tempelberg en de Al-Aqsamoskee.
- Veiligheidszorgen over terrorisme, veilige grenzen, opruiing en geweld.
- Recht op terugkeer van Palestijnse vluchtelingen in de Palestijnse diaspora.

## Vredesplannen en -onderhandelingen

### 1948 - 2000
- 1969-1970: het Rogers-plan en het Allon-plan, na de Zesdaagse Oorlog van 1967
- 1978: de Camp David-akkoorden
- 1991-1993: de Conferentie van Madrid
- 1993-1995: de Oslo-akkoorden
- 1996-1999: ondertekening van het Hebron-protocol en het Wye River Memorandum
- 2000: de (mislukte) Top in Camp David, met Bill Clinton, Ehud Barak en Yasser Arafat.

### 2001 - oktober 2023
- 2002-2003: Het Arabische vredesinitiatief en de routekaart
- 2007-2014: een reeks Israëlisch-Palestijnse gesprekken
- 2014: Vredesplan van president Abbas
- 2020- Vredesplan van president Trump
- 2020: München-groep
- 2002-2021: Midden-Oostenkwartet.

### Oktober 2023 – heden

#### Bemiddeling van Qatar
Qatar onderhoudt ambtelijke betrekkingen met Hamas sinds 2006, toen Hamas de toenmalige Palestijnse Autoriteit uit de Gazastrook verdreef. Sindsdien ontvangt Qatar Hamas-leiders op verschillende topontmoetingen en bijeenkomsten. Sinds 2016 is ook de huidige leider van Hamas Ismail Haniya in het land gevestigd.
Ondanks de formele diplomatieke breuk met Israël onderhoudt Qatar informele contacten met het land, hierin geholpen door goede relaties met de Verenigde Staten. Tijdens de Oorlog Hamas-Israël werkte Qatar nauw samen met regionale en internationale actoren, waaronder Egypte en de Verenigde Naties, om een staakt-het-vuren tot stand te brengen. Zowel Israël als Hamas namen deel aan – vruchteloze – onderhandelingen in december 2023 en opnieuw in maart 2024.

#### Driefasenvoorstellen voor een staakt-het-vuren
Voorstellen voor een staakt-het-vuren in drie fasen tussen Israël en Hamas beogen een wapenstilstand om de oorlog tussen Israël en Hamas te beëindigen en de Gazastrook weer op te bouwen. Op 6 mei 2024 aanvaardde Hamas een staakt-het-vuren in drie fasen, onderhandeld door Egypte en Qatar, maar enkele uren later beval Israël een evacuatie van Rafah en startte een militair offensief in de stad. Een gelijkaardige, maar op belangrijke punten verschillende overeenkomst werd later voorgesteld door Israël en aangekondigd door de Amerikaanse president Joe Biden.
De voorstellen voorzien drie fasen, te beginnen met een staakt-het-vuren van zes weken, de vrijlating van Israëlische gijzelaars en Palestijnse gevangenen, en onderhandelingen om tot een permanent staakt-het-vuren te komen, gevolgd door de terugtrekking van Israël uit Gaza, en afsluitend met een wederopbouwproces van drie tot vijf jaar. Uit de hele wereld kwamen positieve reacties, maar op 1 juni 2024 was er nog geen akkoord. Op 10 juni werd in de VN-Veiligheidsraad een akkoord bereikt over Resolutie 2735, die een driefasenvoorstel omvat. Alleen de concrete uitwerking liet nog op zich wachten.

## Andere vredesvoorstellen en initiatieven
- 1999 – de “binationale oplossing” (eenstaatoplossing) waarbij Israël de Palestijnse gebieden formeel zou annexeren, maar de Palestijnse Arabieren burgers zou maken in een seculiere eenheidsstaat. Deze suggestie, die gepromoot werd door Edward Said en New York-universiteit-professor Tony Judt, wekte zowel interesse als afkeuring op. Het was niet echt een nieuw idee, dat al dateerde uit de jaren 1920, maar het kreeg extra aandacht door de groeiende demografische problemen als gevolg van een snel groeiende Arabische bevolking in Israël en de Palestijnse gebieden.[5]

- 2002 – Het “Elon Vredesplan” is een oplossing voor het Arabisch-Israëlische conflict die in 2002 werd voorgesteld door voormalig minister Binyamin Elon. Het plan pleit voor de formele annexatie van de Westelijke Jordaanoever en Gaza door Israël; Palestijnen zouden dan ofwel Jordaanse staatsburgers worden of permanente inwoners van Israël zolang ze vreedzame en gezagsgetrouwe inwoners blijven. Het plan moet wel uitgevoerd worden in overleg met Jordanië en de Palestijnse bevolking. Deze oplossing verwijst ook naar de bevolkingssamenstelling van Jordanië, waarvan wordt beweerd dat het in wezen al een Palestijnse staat is, omdat er zoveel Palestijnse vluchtelingen en hun nakomelingen wonen.

- 2003 – Akkoord van Genève: een team van onderhandelaars onder leiding van de voormalige Israëlische minister van Justitie Yossi Beilin en de voormalige Palestijnse minister van Informatie Yasser Abed Rabbo voerde tweeënhalf jaar van geheime onderhandelingen. Op 1 december 2003 ondertekenden de twee partijen in Genève een onofficieel voorstel voor een vredesplan, het Akkoord van Genève genoemd. Het is, in tegenstelling tot de routekaart, geen plan voor een tijdelijk staakt-het-vuren, maar een alomvattende en gedetailleerde oplossing gericht op alle kwesties die op het spel staan, in het bijzonder Jeruzalem, de nederzettingen en het vluchtelingenprobleem. Het stootte op sterke afkeuring door de Israëlische regering en veel Palestijnen, waarbij de Palestijnse Autoriteit zich op de vlakte hield, maar het werd warm verwelkomd door veel Europese regeringen en enkele leden van de regering Bush, waaronder minister van Buitenlandse Zaken Colin Powell.[6]

- 2005-2009 – Raamakkoord van de ministers van buitenlandse zaken van de VS en Israël, Condoleezza Rice en Tzipi Livni: een nieuwe benadering zou erin bestaan onderhandelingen los te koppelen van acties op het terrein. In theorie zou dit onderhandelingen mogelijk maken, in afwachting van een definitief vredesakkoord. Intussen zou het wel een leidraad vormen bij de uitvoering van onderhandelingen. Het plan werd van Palestijnse zijde gewantrouwd.[7]

- 2005-2017 – Vredesvallei-initiatief (“Valley of Peace initiative”): een van de initiatieven om de economische samenwerking tussen Israël, Jordanië en Palestina te bevorderen. De “Vredesvallei” betreft gezamenlijke projecten in de Arava/Arabahvallei, waarlangs het zuidelijke deel van de grens tussen Israël en Jordanië loopt. Concreet werden plannen opgesteld voor de aanleg en exploitatie van gemengde industriële zones, met financiële steun van Japan.[8] In februari 2015 ondertekenden Israël en Jordanië een overeenkomst om water te kanaliseren vanuit de Rode Zee naar de krimpende Dode Zee, in combinatie met ontziltingsinstallaties.